# 阿尔弗雷多·巴尔多米尔
阿尔弗雷多·巴尔多米尔·法拉利（1884年8月27日－1948年2月25日）是乌拉圭军人、建筑师和政治家。1938年至1943年期间任乌拉圭总统，并在二战期间领导乌拉圭支持同盟国。

## 生平
巴尔多米尔1884年生于蒙得维的亚。1900年参军并学习建筑工程，其后在乌拉圭设计了许多著名的建筑，最后指导军队的工程师团，并担任了教授。
1930年，巴尔多米尔踏足政界。1931年至1934年间，任蒙得维的亚警察局长，1935年至1938年任乌拉圭国防部长，并因此与他的姐夫，也为时任乌拉圭总统加布里埃尔·特拉关系密切。

## 乌拉圭总统
1938年，作为红党党员当选为乌拉圭总统，后于1938年6月19日就任总统；在他总统任期，乌拉圭副总统是阿尔弗雷多·纳瓦罗。巴尔多米尔高度重视乌拉圭对国际事务的参与，并因此而任命著名外交家阿尔贝托·瓜尼为外交部长。

### 二战
二战爆发后，巴尔多米尔在国内劝阻对轴心国的支持，并于1942年初与轴心国断绝外交关系。1942年，兼任陆军将军的巴尔多米尔，通过军事政变解散议会并宣布国家进入紧急状态，借此扩大了自己的权力。他原快到尾声的任期被延长一年。不多久，一部新宪法生效。
1943年，巴尔多米尔自愿举行选举并放弃权力，但红党的长期统治地位得到了保证。

## 余生
巴尔多米尔1943年3月1日卸任乌拉圭总统一职。1943年至1946年，他曾担任乌拉圭共和国银行行长。
1948年，因病在蒙得维的亚去世。